# 자위함대
자위함대(일본어: 自衛艦隊 지에이간타이[*], 영어: Self Defense Fleet)는 일본 해상자위대의 기동운용이 행해지는 부대이다. 해군작전사령부에 해당하다. 1954년 7월 1일에 자위대 발족과 동시에 창설되었다. 경비구역의 방위 및 보급 등을 목적으로 하는 지방대와는 달리 해외 파견이나 항로 방위를 담당한다.

## 역사
1954년 7월 1일, 방위청 경비대가 해상자위대로 재편성됨과 함께 자위함대가 창설되었다.
1955년 7월 1일, 요코스카 지방대의 해상훈련지도대가 자위함대로 전속하였다. 그리고 같은 달 7월 15일, TBM과 PV-2를 운용하는 제1,2훈련비행대를 병합하여 훈련비행대군(訓練飛行隊群)이 창설되었는데 1956년 8월 16일까지 1년 1개월 동안 활동하였다.
1958년 10월 1일, 구레 기지에 제2해상훈련지도대를 창설함에 따라 해상훈련지도대는 서수 1을 부여받아 제1해상훈련지도대로 개명되었다.
1955년 6월 30일, 음향업무지원대가 해체되었다. 7월 1일, 요코스카 지방대에서 해상훈련지도대를 전속받았다.
1959년 11월 1일, 사세보 기지에서 제3해상훈련지도대가 창설되었고, 앞서 창설된 3개 해상훈련지도대를 묶어서 1962년 7월 1일에 해상훈련지도대군이 창설하였다.
1960년 12월 1일, 제2호위대군이 서수 3으로 바뀌어 제3호위대군으로 개명됨에 따라 제2호위대군은 해체되었으나, 이듬해 2월 1일에 재창설되었다.
1961년 9월 1일, 제1, 2, 3호위대군으로 호위함대와 제1, 2, 3, 21항공군으로 항공집단이 창설되었다. 그리고 항공부대 중에서 교육훈련부대인 가노야, 이와쿠니 항공교육군와 제204교육항공대 같은 날에 창설된 교육항공집단으로 예속되었다.
1981년 2월 10일, 제1, 2잠수대군을 모아 잠수함대를 창설하였다.
1997년 1월 20일, 전자업무지원대, 작전정보지원대를 모은 정보업무군이 창설되었다.
2001년 3월 27일, 에타지마시에서 특별경비대가 창설되었다.
2000년 3월 13일, 제1,2소해대군이 병합하여 소해대군으로 재편성되었다.
2015년 12월 1일, 해양업무군이 해양업무대잠지원군으로 재편성되었다.
2020년 10월 1일, 정보업무군이 함대정보군으로 재편성되었다.

## 부대

### 현재
- 호위함대
- 잠수함대
- 항공집단
- 개발대군
- 소해대군
- 해양업무대잠지원군
- 함대정보군
- 특별경비대

### 1954년 7월 1일, 창설 당시
- 사령부 - 기함: 경비함 JDS 케야키 (PF-295)
- 제1호위대군 - 기함 : 경비함 JDS 게야키 (PF-295)
  - 제1호위대
  - 제2호위대
- 제2호위대군 - 기함 : 경비함 JDS 모미 (PF-284)
  - 제3호위대
  - 제4호위대
- 제1경계대군 - 기함 : 경비함 JDS 우메 (PF-52)
  - 제2호위대
  - 제3호위대
  - 제10호위대

### 이전
- 제1경계대군; 1954년 7월 1일 ~ 1957년 5월 10일
- 훈련비행대군; 1955년 7월 15일 ~ 1956년 8월 16일
- 음향업무지원대; 1981년 3월 27일 ~ 1995년 6월 30일

## 역대 기함
1. JDS 케야키 (PF-295); 1954년 7월 1일 ~ 1957년 3월 31일
2. JDS 유키카제 (DD-102); 1957년 4월 1일 ~ 1961년 7월 25일
3. JDS 아키즈키 (DD-161); 1961년 7월 26일 ~ 1963년 3월 31일

1963년 4월 1부터 자위함대의 사령부가 요코스카 요시쿠라에 세워진 사령부 본청으로 옮겨가면서, 자위함대에서의 기함 제도는 폐지되었다.